# De Dion-Bouton Type DY
Der De Dion-Bouton Type DY ist ein Pkw-Modell aus den 1910er Jahren. Hersteller war De Dion-Bouton aus Frankreich.

## Beschreibung
Die Zulassung durch die nationale Zulassungsbehörde erfolgte am 26. September 1912. Vorgänger war der Type DI.
Der Vierzylindermotor hat 75 mm Bohrung, 130 mm Hub und 2297 cm³ Hubraum. Er war damals in Frankreich mit 12 Cheval fiscal (Steuer-PS) eingestuft. Bei 1500 Umdrehungen in der Minute leistet er 19,1 bhp. Die Höchstleistung des Motors ist nicht bekannt. Er ist vorne im Fahrgestell montiert und treibt über ein Vierganggetriebe und eine Kardanwelle die Hinterräder an. Der Wasserkühler ist direkt vor dem Motor hinter einem deutlich sichtbaren Kühlergrill.
Die Basis bildet ein Pressstahlrahmen. Der Radstand beträgt wahlweise 2820 mm oder 3070 mm und die Spurweite 1350 mm. Die Fahrzeuglänge beim kurzen Radstand betrug 3975 mm und beim langen Radstand 4225 mm.
Bekannt sind Aufbauten als Tourenwagen.
Das Modell wurde elf Monate lang produziert. Nachfolger wurden Type EL und Type EM, die im August 1913 ihre Zulassungen erhielten.
Ein erhaltenes Fahrzeug von 1913 wurde 2017 auf einer Auktion angeboten. Der Schätzpreis lautete auf 55.000 bis 70.000 Euro.